# Mariinsk
Mariinsk (rusky Мариинск) je město v Rusku, v Kemerovské oblasti. Leží na levém břehu řeky Kiji ve vzdálenosti 178 km od Kemerova. Ve městě žije přibližně 41 tisíc obyvatel.

## Dějiny
Město bylo založeno v roce 1856.

### Vývoj počtu obyvatel
| Rok  | Počet obyvatel |
| ---- | -------------- |
| 1858 | 3671           |
| 1897 | 8216           |
| 1939 | 22 278         |
| 1959 | 40 793         |
| 1970 | 39 699         |
| 1979 | 39 504         |
| 1989 | 40 956         |
| 2002 | 42 977         |
| 2010 | 41 526         |

pozn.: údaje ze sčítání lidu jsou až od roku 1897

## Rodáci
- Vladimir Alexejevič Čivilichin (1928–1984), ruský sovětský spisovatel
- Julij Rybakov (* 1946), ruský disident